# Huanshi
Huanshi (kinesiska: 环市) är ett stadsdelsdistrikt i sydöstra Kina. Det ligger i stadsdistriktet Pengjiang i staden Jiangmen i provinsen Guangdong, omkring 63 kilometer söder om provinshuvudstaden Guangzhou. Antalet invånare är 119 423. Befolkningen består av 57 139 kvinnor och 62 284 män. Barn under 15 år utgör 16,0 %, vuxna 15-64 år 79 %, och äldre över 65 år 4,0 %.